# Teixidor de la Xina
El teixidor de la Xina (Remiz consobrinus) és un ocell de la família dels remízids (Remizidae).

## Hàbitat i distribució
Habita zones arbustives a prop de l'aigua, canyars i aiguamolls, localment al nord de la Xina.